# Spirillinida
A Spirillinida ősi jellegként a proloculus után planispirálisan vagy kúposan tekeredő tekercses nyitott csőből álló házú likacsosházúak rendje, melyek gyakori jellemzője a kalcit egykristály. Nyílásuk egyszerű üreg a cső végén. Egynél több kamrájú összetettebb kládjai több kristályt vagy kalcitkristály-mozaikot alkothatnak. 2 ismert élő családja van, főcsaládja nincs. A Spirillinidae háza egy tekercses csőszerű kamrából áll a proloculus mellett, optikailag egy kalcitkristályból, míg a Patellinidae háza kúpos, többkamrás, a proloculus utáni kamra csőszerű, a további fordulatok kétkamrásak. Kalcitja alacsony magnéziumtartalmú.

## Történet
Először 1975-ben írták le Hohenhegger és Piller a Rotaliida tagjaként Spirillinacea néven. Azonban jelentősen eltér háza a Rotaliida általában radiálisan laminált kalcitból álló házaitól, de a sejtek is jelentősen eltérők. A Spirillinida ivaros szaporodásakor keletkező ivarsejtek amőboidok, míg a legtöbb likacsosházúéi – így a Rotaliidáéi is – kétostorúak. A Rotaliida és a Spirillinida közti átmenetnek a Discorbidaet tekintették.:238
1993-ban Thomas Cavalier-Smith a Reticulosa törzs Foraminifera altörzse Polythalamea osztálya Rotalidia alosztályába sorolta immár Spirillinidaként a Neosarcodina részalországba.
2019-ben Adl et al. 2 nemzetséget soroltak ide, ezek a Patellina és a Spirillina.

## Morfológia
A Spirillina háza egyszerű kétkamrás ház, melynek második kamrája nem vagy kevéssé osztott, míg a Patellináé többkamrás. Emellett umbilikális lebenye is van.:237 Nyílása terminális.

## Geokémia
Bár genetikailag a Miliolida közeli rokona, házösszetétele jelentősen különbözik. A tengervíznél kisebb magnéziumarányú kalcit alapján meszesedési folyadéka a tengervíznél kisebb magnéziumtartalmú.

## Élőhely
Általában sekély, magas oxigéntartalmú vízben él.

## Életmód
Planktonikus vagy növényeken élő likacsosházúak tartoznak ide – utóbbira példa a Spirillina vivipara.

## Genetika
SSU rDNS-mutációi annak egyes likacsosházú-specifikus primereken alapuló sokszorosítását megnehezítik.

## Evolúció
Az Ammodiscusszal közös csoportot alkothat, egyes tanulmányok azt is ide sorolják. A Spirillinidának továbbá közeli rokona lehet az Involutinida is, de annak helyzete a molekuláris adatok hiánya miatt ismeretlen.

## Fordítás
Ez a szócikk részben vagy egészben  a   Spirillinida című angol Wikipédia-szócikk ezen változatának fordításán alapul.  Az eredeti cikk szerkesztőit annak laptörténete sorolja fel. Ez a jelzés csupán a megfogalmazás eredetét és a szerzői jogokat jelzi, nem szolgál a cikkben szereplő információk forrásmegjelöléseként.